# Clara Crabbé Rocha
Clara Crabbé Rocha (3 de octubre de 1955) es una profesora catedrática y ensayista, con una actividad académica centrada en la literatura portuguesa del siglo XX.

## Biografía
Es hija de Adolfo Correia Rocha (Miguel Torga) y de Andrée Crabbé Rocha (profesora universitaria de origen belga).
En 1977, obtuvo la licenciatura en Filología Románica. Y en 1985 el doctorado, por la Universidad de Coímbra, con la defensa de la tesis titulada Revistas Literárias do Século XX em Portugal.
Entre 1975 a 1985, fue profesora en la Universidad de Coímbra, y a partir de 1985 en la Universidad Nueva de Lisboa. Fue profesora invitada en La Sorbona en 2004. Ha impartido numerosas conferencias y orientó seminarios en diversas Universidades extranjeras. Ha colaborado en volúmenes internacionales (como Encyclopedia of Life Writing, 2001, y The Oxford Critical and Cultural History of Modernist Magazines, 2013), diccionarios de Literatura, y en revistas y periódicos, como JL, Cadernos de Literatura, Colóquio/Letras, Vértice, Nova Renascença, Prelo, O Escritor, Diacrítica, Rivista di Studi Portoghesi e Brasiliani. Formó parte de varios jurados nacionales e internacionales de premios literarios, como el Premio Literario Europeo (1992 y 1993) y el Prémio Camões (2013).

## Obras
Es autora de:
- O Espaço Autobiográfico em Miguel Torga, Coimbra, Almedina, 1977
- Prova poetica de Portugal: antologia da poesia moderna contemporanea. Con Andrée Crabbé Rocha, 52 pp. Editor Univ.de Coímbra, 1979
- Os “Contos Exemplares” de Sophia de Mello Breyner, Coimbra, I.N.I.C., 1978; 2ª ed., 1980
- Auto dos anfritriões de Camoes. Vol. 18 de Textos literarios. Con Luís de Camões. Editor Seara Nova, 125 pp. 1981
- A poesía lírica de Camões: uma estética da sedução. Vol. 2 de Colección Educação, temas, para compreender. 2.ª edición de Centelha, 77 pp. 1983
- Revistas Literárias do Século XX em Portugal, Lisboa, INCM, 1985[4]
- O Essencial sobre Mário de Sá-Carneiro, Lisboa, IN-CM, 1985; 2ª ed. revista y aumentada, 2017[5]
- Máscaras de Narciso. Estudos sobre a Literatura Autobiográfica em Portugal, Coimbra, Almedina, 1992[6]
- Miguel Torga. Fotobiografia, Lisboa, Publicações Dom Quixote, 2000; 2ª ed,. 2018[7]
- O Cachimbo de António Nobre e Outros Ensaios, Lisboa, Publicações Dom Quixote, 2003 (Prémio de Ensaio do PEN Clube Português e Grande Prémio de Ensaio 2003 da Associação Portuguesa de Escritores)[8]
- O Essencial sobre Michel de Montaigne, Lisboa, INCM, 2015 (Prémio Jacinto do Prado Coelho)[9]

## Organización de volúmenes
- Literatura e Cidadania no Século XX Archivado el 11 de diciembre de 2015 en Wayback Machine. (com Helena Carvalhão Buescu e Rosa Maria Goulart), Lisboa, INCM, 2011.
- A Caneta que Escreve e a que Prescreve Archivado el 11 de diciembre de 2015 en Wayback Machine. (com a colaboração de Teresa Jorge Ferreira), Lisboa, Verbo, 2011.

## Honores
- 1976: presidenta de la Associação Académica de Coimbra
- 1987: Comendadora de la Orden del Infante Don Enrique.[10]